# اله‌تریپتان
اله‌تریپتان (انگلیسی: Eletriptan) یک داروی تریپتان نسل دوم است که برای درمان سردردهای میگرنی کاربرد دارد. از این دارو به عنوان یک داروی سقط جنین استفاده می‌شود و حمله میگرنی را که هم‌اکنون در حال وقوع است، مسدود می‌کند.

## عوارض جانبی
عوارض جانبی شایع عبارتند از فشار خون بالا، تاکی کاردی، سردرد، سرگیجه، خواب آلودگی و علائمی شبیه به آنژین صدری. واکنش های آلرژیک شدید نادر است.

## موارد منع مصرف
اله‌تریپتان در بیماران مبتلا به بیماری‌های قلب و سیستم گردش خون، مانند آنژین صدری، فشار خون شدید، و نارسایی قلبی، و همچنین در بیمارانی که سکته مغزی یا حمله قلبی داشته اند، منع مصرف دارد.  این به دلیل عارضه جانبی غیرمعمول انقباض عروق کرونر به دلیل آنتاگونیسم سروتونین 5HT1B است، که می تواند حمله قلبی را در افرادی که قبلاً در معرض خطر هستند، تسریع کند. همچنین در نارسایی شدید کلیوی یا کبدی به دلیل متابولیسم کبدی گسترده آن از طریق CYP3A4 منع مصرف دارد.

## تداخلات
مهارکننده‌های قوی آنزیم کبدی CYP3A4، مانند اریترومایسین و کتوکونازول، غلظت پلاسمایی ال‌تریپتان را به طور قابل توجهی افزایش می‌دهند و باید دست کم ۷۲ ساعت از هم جدا شوند. آلکالوئیدهای ارگوت، مانند دی هیدروارگوتامین، به اثر فشار خون دارو می‌افزایند و باید دست کم ۲۴ ساعت از هم جدا شوند.